# Calomyrmex albopilosus
Calomyrmex albopilosus é uma espécie de formiga do gênero Calomyrmex, pertencente à subfamília Formicinae.